# S/2003 (379) 1
S/2003 (379) 1 ist ein Mond des äußeren Hauptgürtel-Asteroiden (379) Huenna. Sein mittlerer Durchmesser beträgt 5,8 Kilometer.

## Entdeckung und Benennung
S/2003 (379) 1 wurde am 14. August 2003 von Jean–Luc Margot unter Verwendung adaptiver Optik mit dem 10-m-Keck-Teleskop II am Mauna-Kea-Observatorium auf Hawaii entdeckt. Die Entdeckung wurde einen Tag später am 15. August 2003 bekanntgegeben; der Mond erhielt die vorläufige Bezeichnung S/2003 (379) 1. Eine offizielle Namensvergabe von der IAU steht noch aus.

## Bahneigenschaften

Die Umlaufbahn von S/2003 (379) 1 um Huenna.

S/2003 (379) 1 umkreist Huenna auf einer Umlaufbahn in einem sehr weiten mittleren Abstand von zwischen 3300 und 3400 Kilometern zu deren Zentrum (etwa 27,6 Huenna-Radien). Die Bahnexzentrizität beträgt hohe 0,222, die Bahnneigung ist gegenwärtig noch nicht bestimmt.
S/2003 (379) 1 umrundet Huenna mit 87,6 Tagen daher außergewöhnlich langsam; dies entspricht nur etwa 23,2 Umläufen in einem Huenna-Jahr (rund 5,57 Erdjahre).
Vom Orbit von S/2003 (379) 1 wird angenommen, dass er stabil ist, denn er liegt weit innerhalb von Huennas Hill-Radius von 15.000 km, jedoch auch weit außerhalb des synchronen Orbits.

## Physikalische Eigenschaften

### Größe
Nach aktuellen Daten hat S/2003 (379) 1 einen Durchmesser von 5,8 km (knapp 1/15 des Zentralkörpers), beruhend auf Huennas geschätzter Dichte von 0,85 – 1,17 g/cm3 sowie dem entsprechenden angenommenen gleichen Rückstrahlvermögen von 6 %.
Ausgehend von einem mittleren Durchmesser von 5,3 km ergibt sich eine Oberfläche von etwa 105,7 km2, was etwas über der Fläche der deutschen Insel Sylt liegt.
Bestimmungen des Durchmessers für S/2003 (379) 1
| Jahr | Abmessungen km | Quelle        |
| ---- | -------------- | ------------- |
| 2003 | 7,1            | IAU           |
| 2008 | 5,8 ± 1,2      | Marchis u. a. |

Die präziseste Bestimmung ist fett markiert.

### Innerer Aufbau
Da S/2003 (379) 1 eine ähnliche Farbe wie der Mutterkörper aufweist, geht man davon aus, dass der Mond aus demselben Material wie Huenna besteht und daher denselben Spektraltyp (B oder C) aufweist. Aufgrund des ähnlichen Spektrums ist S/2003 (379) 1 entweder ein Fragment aus einer einstigen Kollision auf Huenna oder ein Bruchstück der Kollision, durch die die Themis–Familie entstand.
Die mittlere Oberflächentemperatur beträgt 159 K (−114 °C).